# Beit Hadar
Der Beit Hadar (auch Bejt; hebräisch בֵּית הָדָר Bejt Hadar, deutsch ‚Zitrushaus‘; englisch Citrus House) ist ein Büro- und Geschäftshaus in Tel Aviv, im israelischen Bezirk gleichen Namens. Architekt des Baus war Carl Rubin. Der Beit Hadar ist das erste Büro- und Geschäftsgebäude in Tel Aviv, das komplett als Stahlskelettbau entstand. Zugleich war es der erste größere Bau dieser Art in Palästina. Der Bau ist eines der besten Beispiele für ein Bürogebäude im Internationalen Stil in Israel und eine Landmarke der Stadt. Der Beit Hadar ist als geschütztes Baudenkmal Teil des UNESCO-Welterbes Weiße Stadt.
Der Beit Hadar zeichnet sich durch klare kubische Formen aus, ein fünfstöckiger halbrunder Mittelbau bildet den Blickfang auf dem spitzen Grundstück und ist zu den anliegenden Straßen flankiert von quaderförmigen Seitenflügeln von vier Etagen. „Die Tatsache, daß Carl Rubin dabei auf die geometrischen Körper Quader und Halbzylinder zurückgriff, sowie die Anordnung der Fenster lassen seine heimliche Liebe zu Erich Mendelsohns Architektur in Deutschland erkennen.“ Dies hebt schon 1935 die Fachzeitschrift Ha-Binjan ba-Mizrach ha-Qarōv (הַבִּנְיָן בַּמִּזְרָח הַקָּרוֹב ‚Das Bauwesen im Nahen Osten‘) hervor. Heller Putz und horizontale Fensterbänder des Beit Hadar sind typisch fürs Bauen in Anlehnung ans Bauhaus.

## Lage
Der Beit Hadar steht auf der spitz zulaufenden Ecke der Derech Menachem Begin (דֶּרֶךְ מְנַחֵם בֵּגִין ‚Menachem-Begin-Weg‘), dort mit der Nr. 19, mit dem Rechov ha-Rakkevet (da Nr. 22; רְחוֹב הָרַכֶּבֶת ‚Straße der Bahn‘) und einer Stichstraße, die den Innenhof erschließt. Dieses Grundstück liegt in Ramat ha-Scharon, einem Viertel im Stadtteil 5, der Lev Tel Aviv und nördliche alte Vororte Jaffas umfasst und mit den Stadtteilen 3, 4 und 6 den Stadtbezirk Mitte von Tel Aviv bildet. Das Grundstück liegt an einer stark befahrenen Kreuzung.

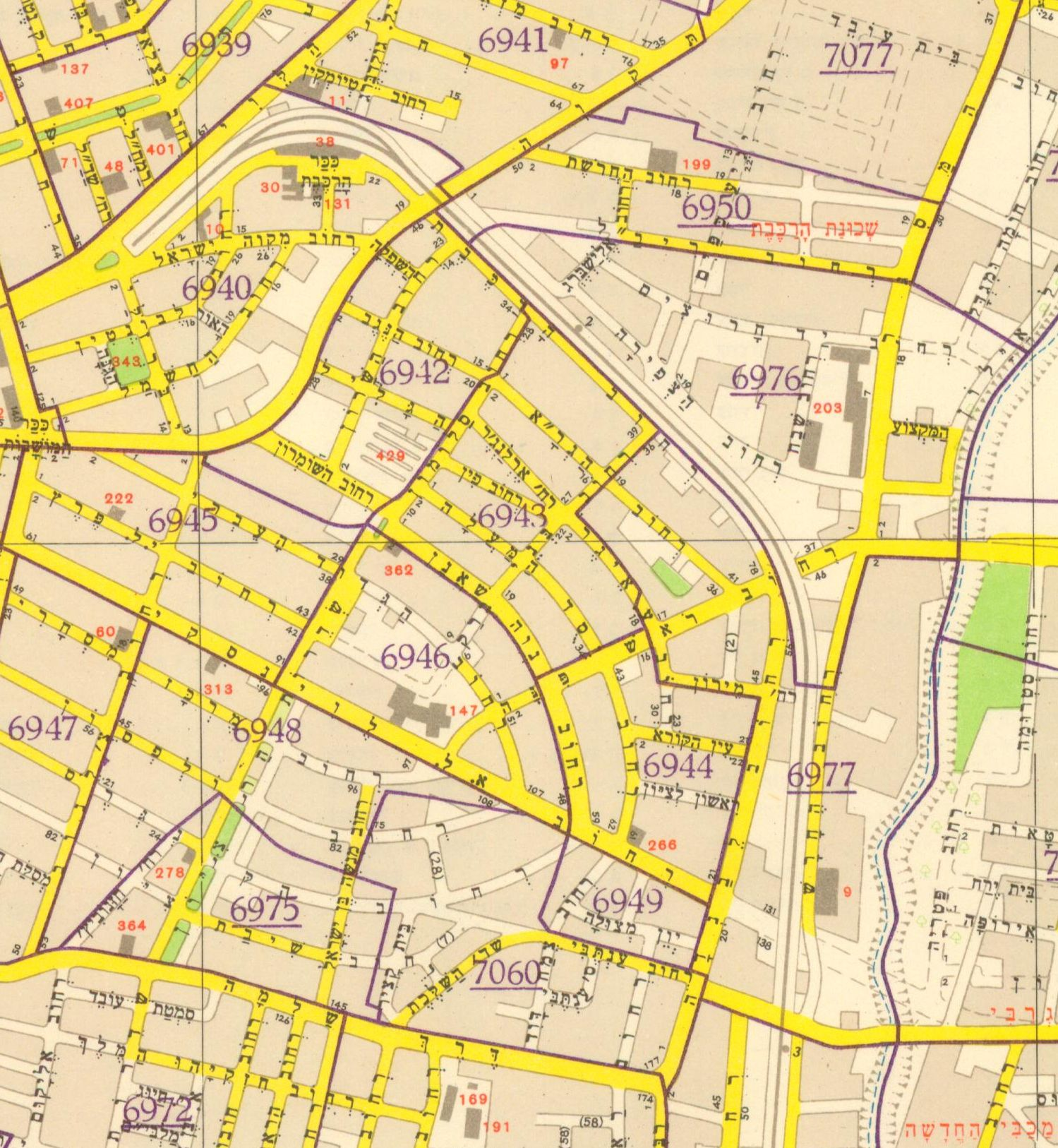
Ramat ha-Scharon (mit lila Linie umrissenes Gebiet mit der Nr. 6940): Beit Hadar unter der Bahnkurve erkennbar an seinen Hausnummern 19 und 22, etwas rechts der roten Nummer 131, Plan von 1958

Das Grundstück lag damals zwar keine 80 Meter von der Stadtgrenze, jedoch logistisch höchst zentral. Am Rechov ha-Rakkevet nördlich gegenüber war der Bahnhof Tel Aviv, den die Palestine Railways 1920 einrichteten, als sie die Bahnstrecke Jaffa–Jerusalem von Schmal- auf Normalspur umstellten. Die Gegend befand sich Mitte der 1930er Jahre in rapidem Wandel zu einem wichtigen Verkehrsknotenpunkt des Landes, im Mai 1942 eröffnete 650 Meter weiter südlich der von Werner Wittkower und Nachum Zelkind erbaute zentrale Busbahnhof Tel Aviv.

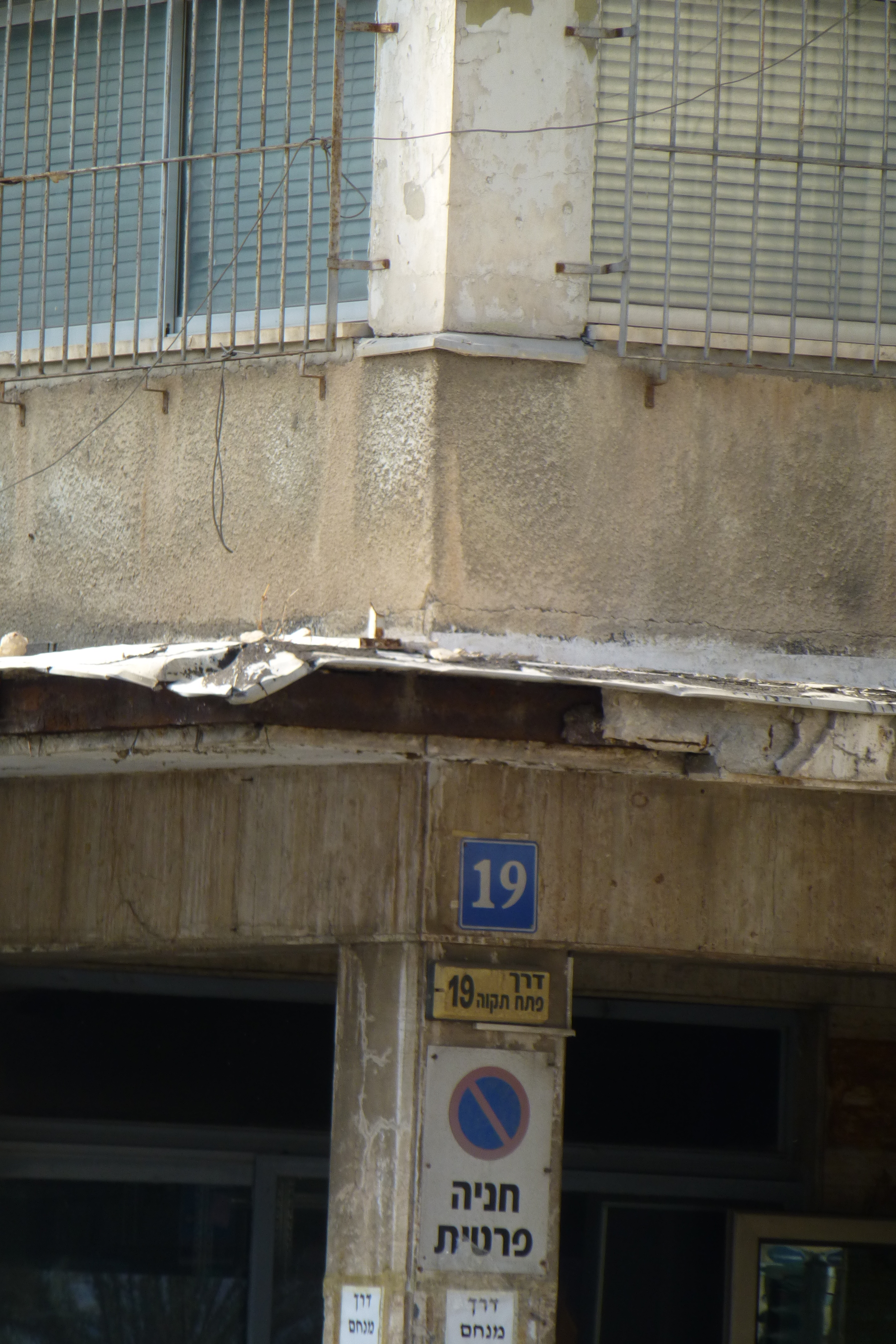
Beit Hadar, vorm Südentree: Lampe mit Aufdruck Derech Petach Tiquah 19, unterm Halteverbotsschild der neue Straßenname als Anschlag, 2014

Die an der Südostseite des Beit Hadar anliegende Straße ist die historische Route von Jaffa, die hier die Bahn quert und nordostwärts durch die ausgedehnten Zitrusplantagen via Petach Tiqwah nach Nablus führt, heute die Regionalstraße 481 (כְּבִישׁ 481 אֲזוֹרִי Kvīsch  Asōrī).
Im Stadtgebiet trägt diese alte Landstraße seit 2001 den Namen Derech Begin, davor hieß sie Derech Petach Tiquah (דֶּרֶךְ פֶּתַח תִּקְוָה ‚Petach-Tikwa-Weg‘) und noch früher Derech Schchem (דֶּרֶךְ שְׁכֶם deutsch ‚Sichem-Weg‘, englisch Nablus Road), nach dem Zielort. Entsprechend bildete der Bauplatz den perfekten Umschlagplatz für eingehende Anlieferungen von Plantagen per Lastwagen bzw. Transport nach Jerusalem per Bahn. Die Bahngesellschaft Rakkevet Jisrael legte 1970 die Bahnstrecke in diesem Abschnitt still und verlegte den Bahnhof im Streckenverlauf um zweieinhalb Kilometer nach Südosten zum neuen Südbahnhof.

## Geschichte
Mitte der 1930er Jahre vereinigten sich mehrere Verbände von Zitruspflanzern (פַּרְדְּסָנִים Pardəssanīm) zum Pardes Syndicat (פַּרְדֵּס סִינְדִּיקָט בָּעָ״מ ‚Syndikat Zitrusplantage GmbH‘), dessen Teilhaber etwa 80 % der palästinensischen Zitrusplantagen innehatten. Der Pardes vertrat damit nicht nur wichtige Arbeitgeber, sondern auch einen bedeutenden Wirtschaftssektor, der im Zenith seiner Entwicklung stand. Das Pardes Syndicat beschloss, sich eine innovative und elegante Vertretung zu errichten, die Mitgliedern und Mitarbeitern Gastlichkeit und Arbeitsbedingungen böte, wie man sie bis dahin im Lande noch nicht gesehen hatte.
Der Pardes erwarb das 2,2 metrische Dunam große Grundstück, brachte es in die neu gegründete Liegenschaftsgesellschaft Chevrat Beit Hadar ein und verkaufte Minderheitsbeteiligungen daran an andere Investoren, um den teuren und ehrgeizigen Bau seiner modernen Hauptverwaltung zu realisieren. Mordechai Qirjati (מֹרְדְּכַי קִרְיָתִי), Vermesser, Zitruspflanzer in der Saron und Bruder des Bauhaus-Schülers und Architekten Schmuʾel Mesteczkin, erledigte die Vermessung des Grundstückes.
Die Chevrat Beit Hadar hatte 1934 die vier Architekten Carl Rubin, Richard Kauffmann (Ende der 1920er Jahre Rubins Chef in Jerusalem), Dov Kuczynski und Josef Neufeld (einst Rubins Kommilitone in Wien) zu einem beschränkten Wettbewerb um den Bauauftrag geladen. Die Kandidaten entwickelten noch 1934 ihre Entwürfe und 1935 dann wählte die Jury aus und gab Carl Rubin (1899–1955) den Vorzug vor Kauffmann, Kuczynski und Neufeld.
Anschließend übernahm Rubin die Bauleitung, der nach seiner Zeit 1931/1932 als Mitarbeiter im Architekturbüro Erich Mendelsohns in Berlin sich in Tel Aviv als selbständiger Architekt niedergelassen und durch erste Bauten die Aufmerksamkeit von Bauherren und Publikum auf sich gezogen hatte. Das Stahlskelett errichtete die Firma Hamalchim (הַמַלְחִים). Parallel zum Bau des Bürogebäudes war der in der Stadt gut vernetzte Rubin auch damit befasst, das Wohnhaus von Zina und Meʾir Dizengoff, Tel Avivs Bürgermeister, für die Nutzung durchs Kunstmuseum Tel Aviv umzubauen, das am 23. Februar 1936 eingeweiht wurde. Am 28. Februar 1936 wurde dann der Beit Hadar fertig übergeben.

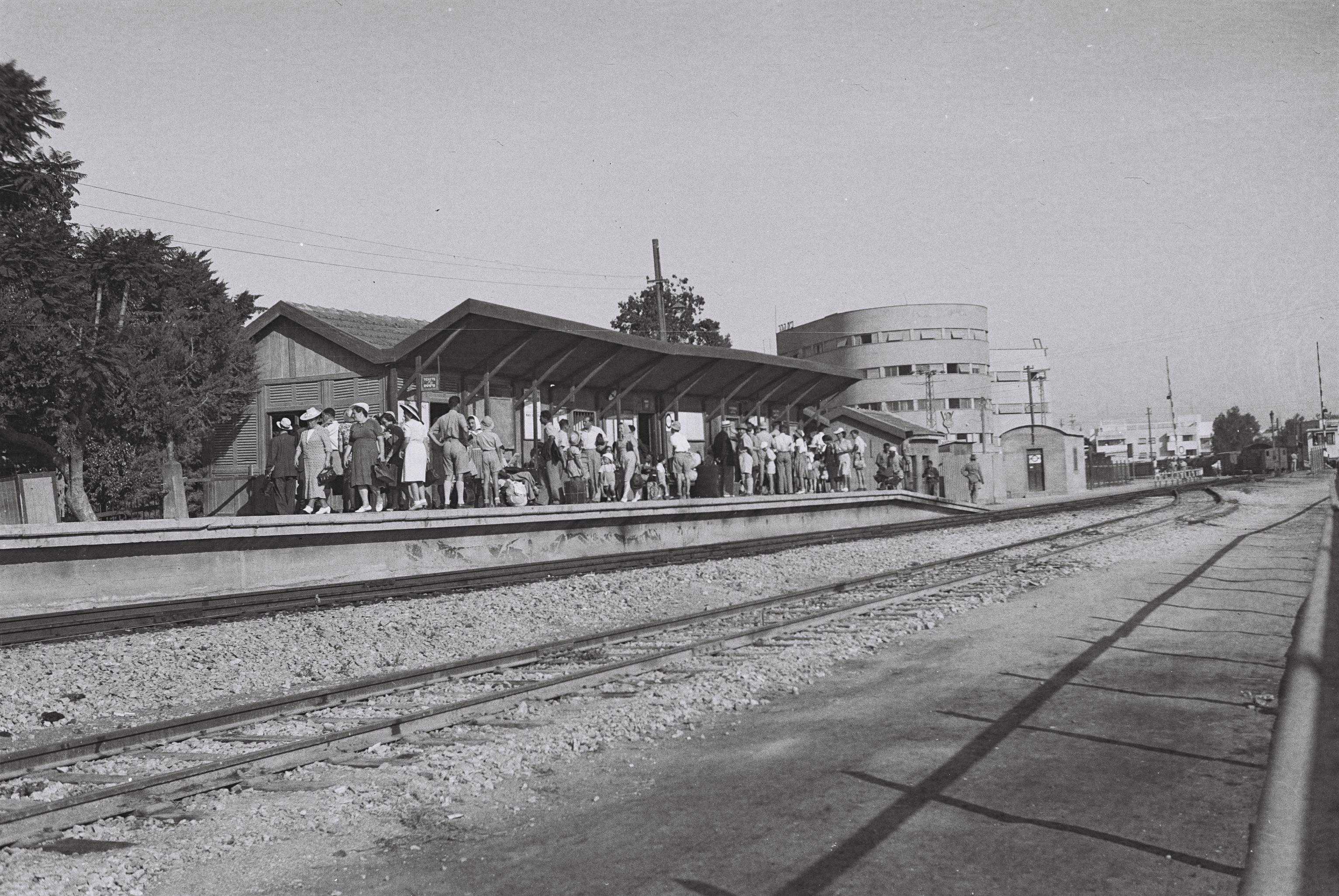
Östlicher Bahnsteig des Südbahnhofs mit Blick zum Beit Hadar, 1944

Hauptnutzer war das Pardes Syndicat, das neben Lobbyarbeit sich auch praktisch um Zitrusexporte mühte (חֶבְרַת "פַּרְדֵּס" לְיִצּוּא פְּרִי הָדָר Chevrat ‹Pardes› lə-Jizzū Prī Hadar, deutsch ‚Pardes-Gesellschaft für Zitrusfruchtexport‘). Es ging darum, Vermarktung und Ausfuhr von Zitrusfrüchten (Hauptimporteur war Britannien) zu fördern, sowie Mindestpreise und Standards für Verpackung und Transport dieses Obstes festzulegen. Der Versammlungssaal des Pardes im halbzylindrischen Mittelflügel wurde für Tagungen und Konferenzen der Pflanzer genutzt bzw. auch an andere Veranstalter vermietet. Der Pardes hielt in diesem Saal zudem Besprechungen mit anderen Unternehmen oder Interessenvertretungen ab, wie der Rat für Zitrusvermarktung oder die Histadrut.
Zu den Mietern gehörten im Nordflügel die Vertretung der Pharmafirma Bayer AG, im repräsentativen, durch große im halbzylindrischen Baukörper rundum verlaufende Schaufenster transparenten Geschäftslokal logierte ein Ford- und Lincoln-Händler und im Südflügel die Druckerei Dfus Schocham. Weitere Mieter der ersten Stunde waren eine Außenstelle des palästinensischen Departements der Landwirtschaft und Fischerei (Department of Agriculture and Fisheries), der Veterinärdienst für den Distrikt Lydda (in den Jahren 1939–1948/1953 einer der Distrikte im Mandatsgebiet) und ein Restaurant. Paul Wolpert und Gattin, geb. Bloch, zuvor Mitinhaber von Wolpert & Bendix Tuche (Berlin, Molkenmarkt 9/10) eröffneten und führten das Restaurant Beit Hadar, gleichen Namens wie das Haus, Tochter Gerda Porter (1920–2003) gehörte als mithelfendes Familienmitglied zur Belegschaft. Tags Restaurant war das Etablissement abends Bar mit Musikkapelle und gut besucht durch britische Soldaten nach Dienst.
Um ihre Sicherheitskräfte bewegen zu können, die ausrückten, zunehmende Gewaltakte im Heiligen Lande zu bekämpfen, richteten britische Mandatsbehörden 1940 ein Netz gesicherter Verkehrsachsen ein, eine davon die Landstraße Jaffa–Nablus, wobei für deren israelischen Abschnitt, die Landstraße 481 auch Jabotinsky-Achse (צִיר זַ'בּוֹטִינְסְקִי Zīr Ʒabōṭīnsqī) genannt, die Bezeichnung Achse weiterlebt. Entlang der sicheren Achsen (englisch security axes) wurden in Abständen von einem bis fünf Kilometern britische Posten eingerichtet, als ein solcher wurde 1940 der Beit Hadar und ein Nachbarhaus beschlagnahmt und mit einer Verbindungsstelle der Palestine Police belegt. Eigentümer und Mieter mussten die Häuser und Geschäfte räumen, mit Ausnahme des Restaurants Beit Hadar, es blieb aber ohne Wolperts, sondern in britischer Hand und diente den vielen britischen Beamten und Soldaten als Gaststätte und abends als Ort des Zeitvertreibs. Die Räumungen im pulsierenden Geschäftszentrum der Stadt quittierten manche Einheimische mit offener Feindseligkeit gegenüber dem Beit Hadar und seiner Besatzung.

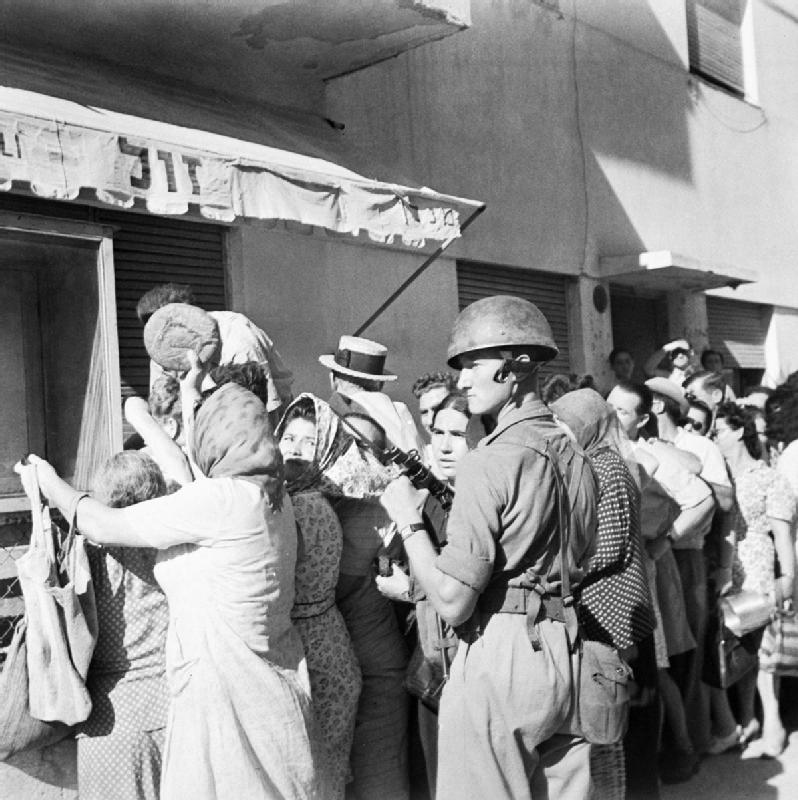
Soldat der Airborne Division im Ordnungseinsatz, während Tel Avivis nach Aufhebung einer Ausgangssperre zum Brotkauf drängen, 3. August 1946

Angesichts des Terrors antibritischer Untergrundorganisationen war das Gebäude ab Anfang 1946 durch Stacheldraht gesichert. Wegen vieler Morde an Briten legten sie schließlich ihre Einrichtungen und Wohnstätten in besonders geschützten Zonen zusammen (von Einheimischen als Bevingrad oder im Falle Tel Avivs als Metzudat Tel Aviv (Zitadelle), von Briten als Wingard bezeichnet), das Viertel rund um den Beit Hadar wurde seiner strategischen Lage wegen selbst Sicherheitszone, darin auch das Hauptquartier eines Fallschirmbataillons der 6th Airborne Division und im Versammlungssaal das Militärgericht für den Distrikt Lydda.
Am 23. April 1946 verübte die Irgun (EtZe"L) einen Ablenkungsanschlag aufs Zollamt am Südbahnhof, was die britischen Kräfte vom Beit Hadar band, während Irgunisten unter Führung Dov Béla Grüners (דֹּב גְּרוּנֶר Dov Grūner; 1912–1947) den blutigen Hauptschlag zum Waffenraub gegen das Tegart-Fort der Polizei in Ramat Gan führten, zwei Polizeiposten weiter nordöstlich an der Sicherheitsachse der Landstraße nach Nablus. Dabei kam am Zollamt ein Irgunist durch eine von ihm fehlgezündete Handgranate ums Leben.

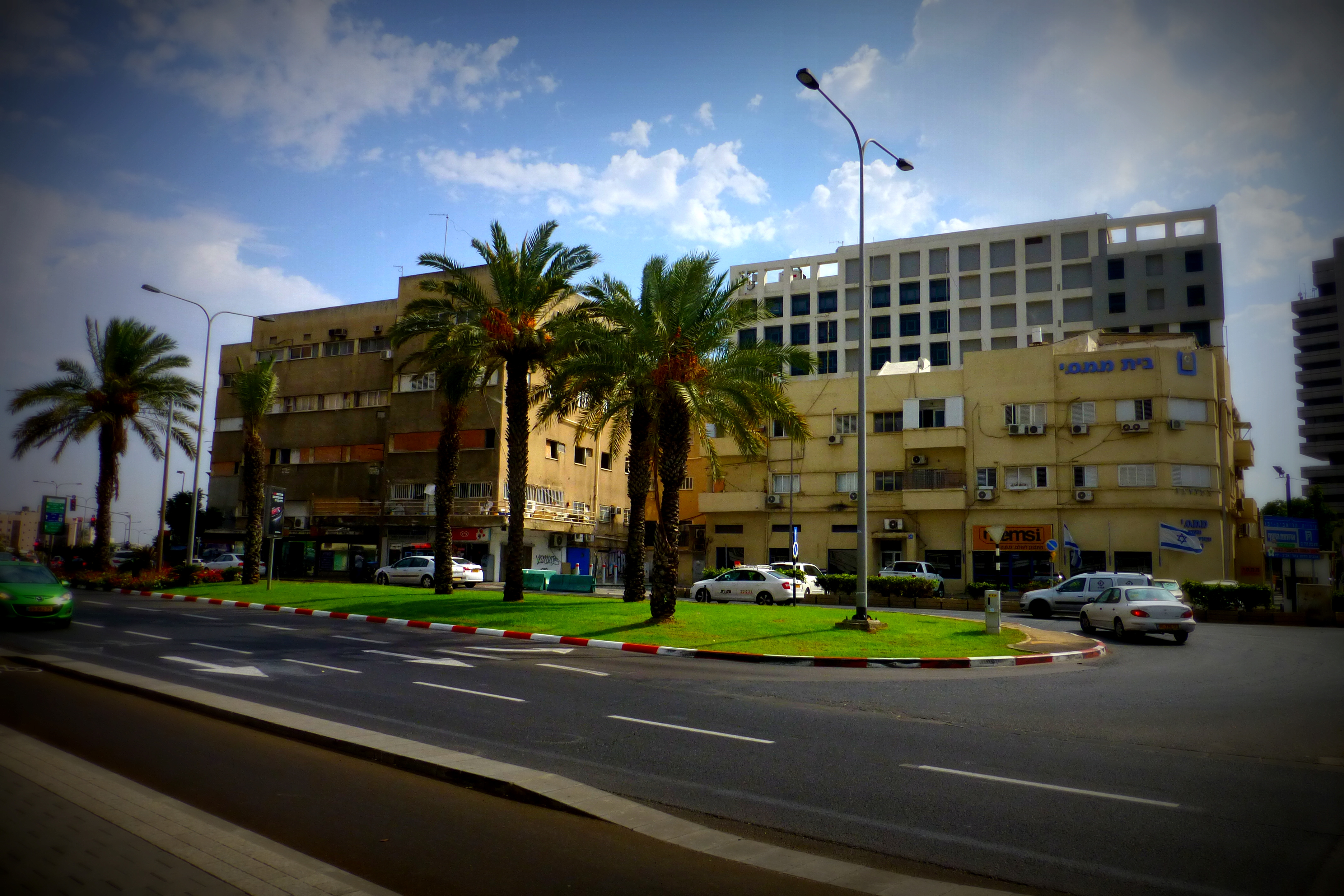
Nordflügel des Beit Hadar (li.) und Nachbarhaus Beit Westinghouse am Rechov ha-Rakkevet, 2014

Im Februar 1947 beschlagnahmten die Mandatsbehörden zusätzlich die südlich benachbarte Häuserzeile Rechov Miqueh Jisraʾel Nr. 13 bis 23 sowie den Beit Westinghouse im Rechov ha-Rakkevet 20 für Regierungsbüros und Soldatenwohnungen, wodurch die bisherigen 500 Bewohner und Nutzer binnen 36 Stunden diese Bauten räumen mussten. Am 26. Februar 1947 beschossen LeCh"I (die Kämpfer um Israels Freiheit) den Beit Hadar.
Am 8. März 1947 attackierten LeCh"I in einer konzertierten Aktion gleichzeitig die Sicherheitszone um den Beit Hadar, wie auch die benachbarten Posten, die nordöstlich gelegene Polizeistation Sarona (Derech Begin Ecke Sderot Schaʾul ha-Melech) und das südwestliche Criminal Investigation Department im Beit Michakaschwili in Jaffas Deutsch-Amerikanischen Viertel (Derech Ejlat 14). Während Verstärkung aus den ja ebenfalls attackierten Nachbarposten nicht zu Hilfe kommen konnte, nahmen LeCh"I die Sicherheitszone um den Beit Hadar mit Mörsern und automatischen Waffen unter Beschuss, derweil andere mit quergestellten gepanzerten Fahrzeugen in umliegenden Straßen Fluchtwege in die Viertel Mount Hope und Sarona verstellten. Die LeCh"I töteten zwölf Menschen, darunter fünf jüdische Einheimische, und verletzten 14 weitere Personen.

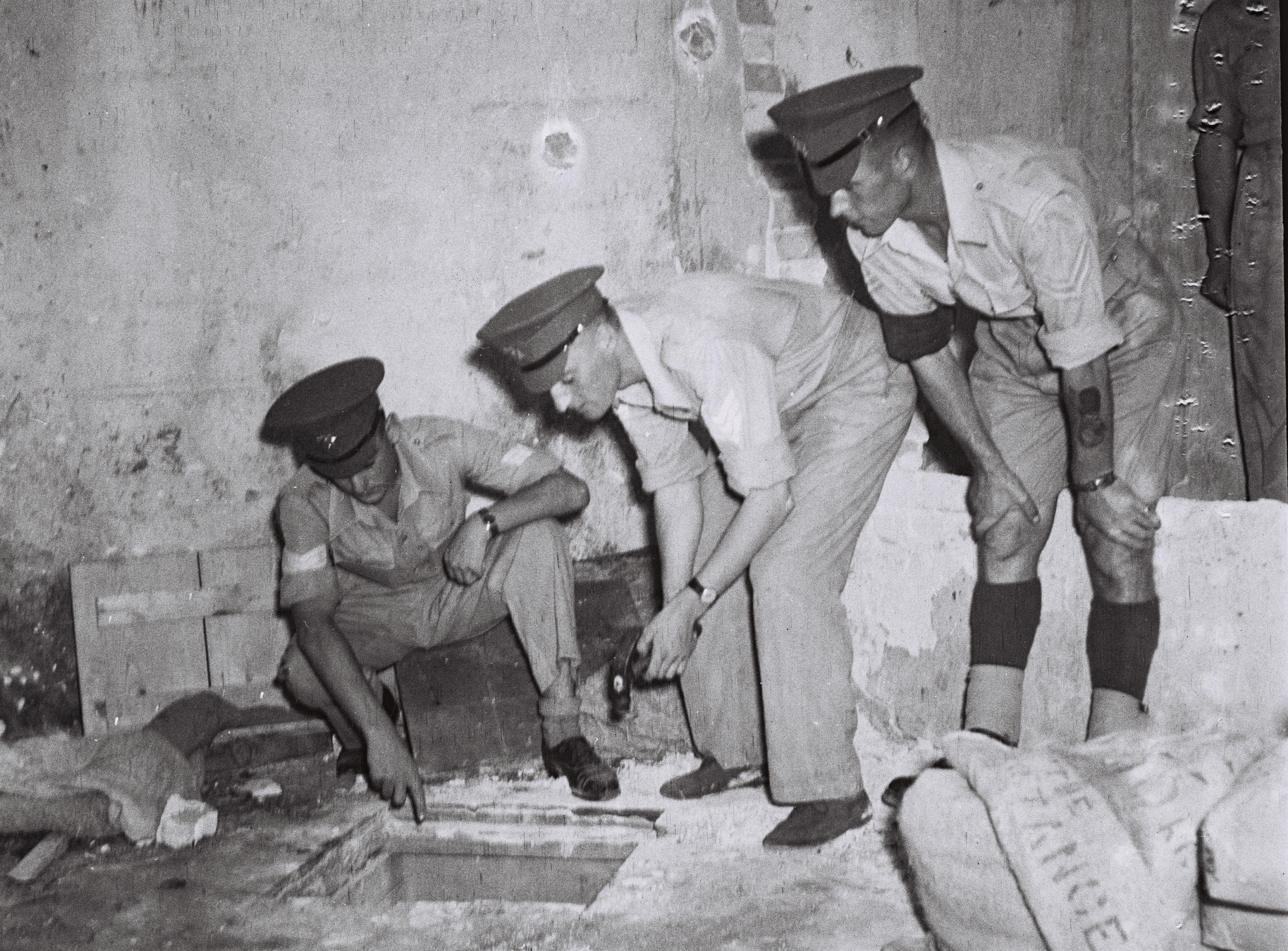
Britische Soldaten suchen im Keller des Beit Hadar nach illegalen Waffen, Juni 1947

Als Reaktion auf den Beschuss eröffneten britische Kräfte unablässig und wahllos das Gegenfeuer. Sie töteten vier unbeteiligte Passanten, verletzten ein Dutzend weitere Personen und zerschossen zig Fenster im Umfeld, einschlagende Geschosse lösten Brände in Häusern und Gewerbebetrieben der Umgebung aus, Treffer im unweit gelegenen Transformator hatten einen Stromausfall in Tel Aviv zur Folge. Der Angriff wurde nach zwei Stunden abgeschlagen. In den Hinterhöfen von Rechov Tjomkin und Nachmani sind immer noch viele Einschusslöcher zu sehen.
Dies sinnlose Töten durch illegale zionistische Untergrundorganisationen rief große Kritik der jüdischen Öffentlichkeit hervor, weshalb legale zionistische Institutionen die Hagannah darauf ansetzten, den Terror zu stoppen. Im Nachgang zur Vollstreckung der Todesurteile gegen die Irgunisten Grüner, Mordechaī Alqachī (מֹרְדְּכַי אַלְקַחִי; 1925–1947), Jechiʾel Dresner (יְחִיאֵל דֹּב דְּרֵזְנֶר; 1922–1947) und Eliʿeser Kaschani (אֱלִיעֶזֶר קַשָׁאנִי; 1923–1947) am 16. April 1947 im Gefängnis Akkon plante die Irgun bereits den nächsten Versuch, Sicherheit und Stolz der Mandatsmacht zu schwächen. Ein Irgunist eröffnete zur Tarnung im Lagerhaus Beit Raphaʾeli (Derech Begin Ecke Rechov ha-Schfelah) gegenüber vom Beit Hadar einen Kartoffelhandel und aus dessen Vorratskeller gruben weitere Irgunisten einen Tunnel, um den Beit Hadar durch unterirdisch eingebrachten Sprengstoff in die Luft zu sprengen, ähnlich wie beim Anschlag aufs King David Hotel in Jerusalem. Die Haganah zapfte inzwischen die Telekommunikation im Beit Hadar an und belauschte so als geheim klassifizierte Telefonate.

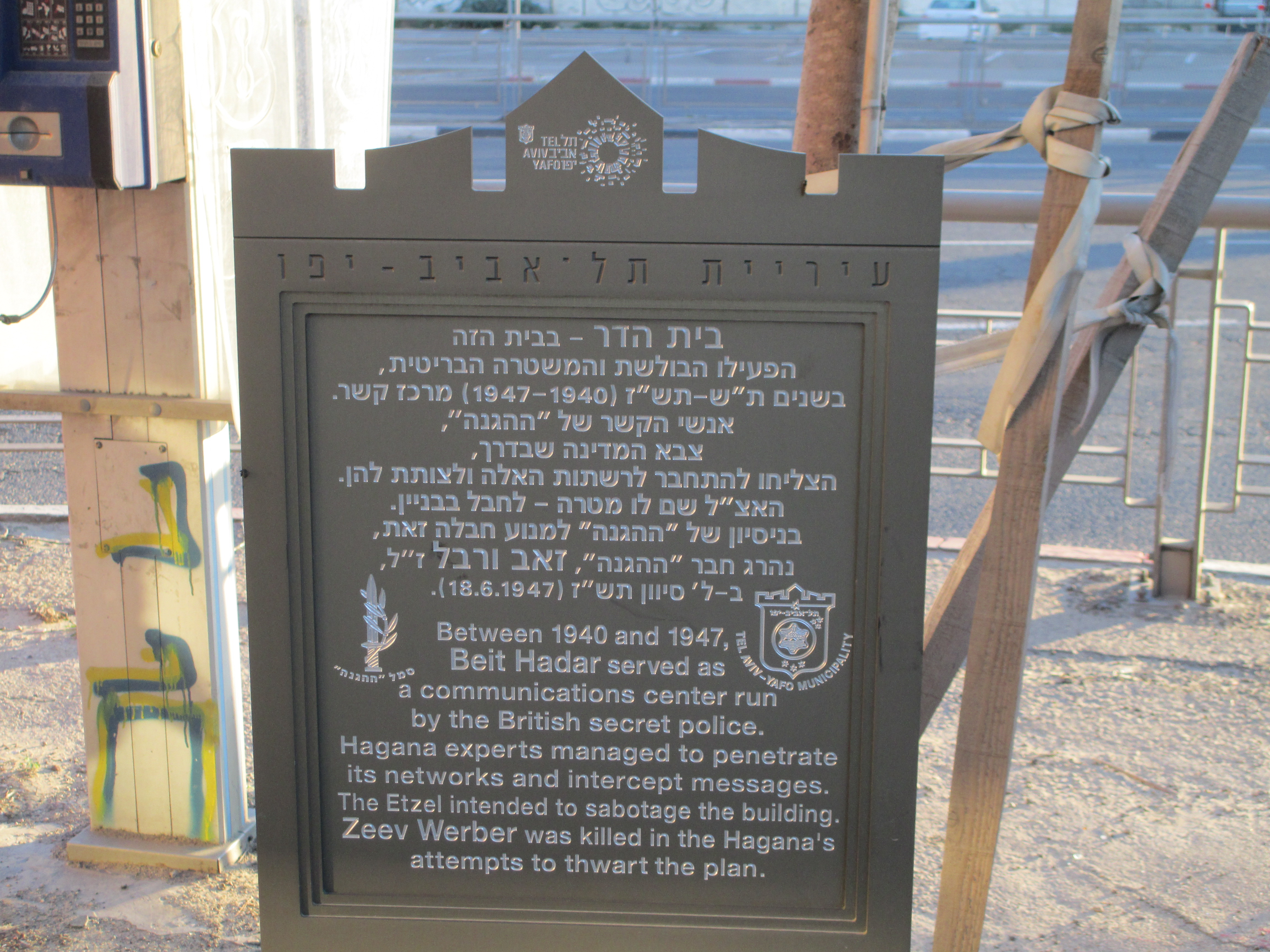
Tafel zum Gedenken an Seʾev Werber vorm Beit Hadar, 2016

Der Scherut Jediʿot (שֵׁרוּת יְדִיעוֹת ‚Informationsdienst‘) der Haganah wurde auf den verdächtigen Kartoffelhandel aufmerksam. Am 18. Juni 1947 drang eine Sonderabteilung der Hagannah übers Lagerhaus in den unfertigen Tunnel ein und hinterließ die schriftliche Forderung an die Irgun, das Vorhaben aufzugeben. Als die Forderung ohne Antwort blieb, verschaffte sich die Hagannah tags darauf erneut Zugang, wobei ihr 19-jähriger Mitstreiter Seʾev Werber beim Öffnen der Tunnelklappe in der Sprengfalle der Irgun umkam. Die öffentliche Empörung über diesen Terrortod zeigten Zehntausende, die Werber zum Friedhof Nachalat Jitzchaq (נַחֲלַת יִצְחָק) in Givʿatajim ein letztes Geleit gaben. Der Poet Nathan Alterman besang den Gemordeten mit dem Gedicht auf hebräisch לֹא אֶלָּחֵם בְּאַחַי Lo ellachem bə-Achī, deutsch ‚Ich werde meinen Bruder nicht bekämpfen‘. Gedenktafeln am Beit Hadar und Beit Raphaʾeli gegenüber, die die Stadt Tel Aviv-Jaffa anbringen ließ, erinnern an diese tragischen Ereignisse.
Im Zuge ihres schrittweisen Abzugs aus Palästina räumten Anfang November 1947 die Mandatsbehörden die Sicherheitszone am Beit Hadar und gaben ihn an seine Eigentümer zurück. Bei der Gründung des Staates Israel 1948 befanden sich im Beit Hadar verschiedene Einrichtungen der Sicherheits- und Verteidigungsindustrie sowie ein Finanzamt, nämlich die Stelle für Steuerveranlagung 5, die erst 2006 verzog.
Das 1951 im Rahmen der Sozialpartnerschaft von Arbeitgebern, Histadrut und Regierung eröffnete Institut für Arbeitsproduktivität und Produktion (הַמָּכוֹן לְפִרְיוֹן הָעֲבוֹדָה וְהַיִּצּוּר ha-Machōn lə-Firjon ha-ʿAvōdah wə-ha-Jizzūr) bezog zunächst Räume im Südflügel und wechselte dann im Oktober 1954 in den Nordflügel des Beit Hadar am Rechov ha-Rakkevet 22. Die Regierung verkaufte das Institut, das sich in den 1980er Jahren zu 89 % aus Erlösen seiner Dienste und im Übrigen aus dem Staatsbudget finanzierte, 1998 an die Firma Pilat und in der Folge zog es aus.
Mangelnder Wettbewerb im israelischen Zitrussektor begünstigte die Beibehaltung veralteter Anbau- und Veredelungsmethoden, wodurch Zitrusexporte sanken, was die Branche und den Pardes so schädigte, dass er sich nicht anders zu helfen wusste, als seinen Mehrheitsanteil an der Chevrat Beit Hadar komplett zu Geld zu machen. Ende 1963 eröffnete die Haifaner Firma KaFrIs (קַפְרִישׁ, Kaiser – Frazer Israel) im Parterre ihren Autosalon, um in Lizenz in Haifa montierte Personenwagen des Typs Contessa 900 der Hino Jidōsha zu vermarkten. Heute bietet ein Motorradhändler hier Fahrzeuge zum Verkauf.

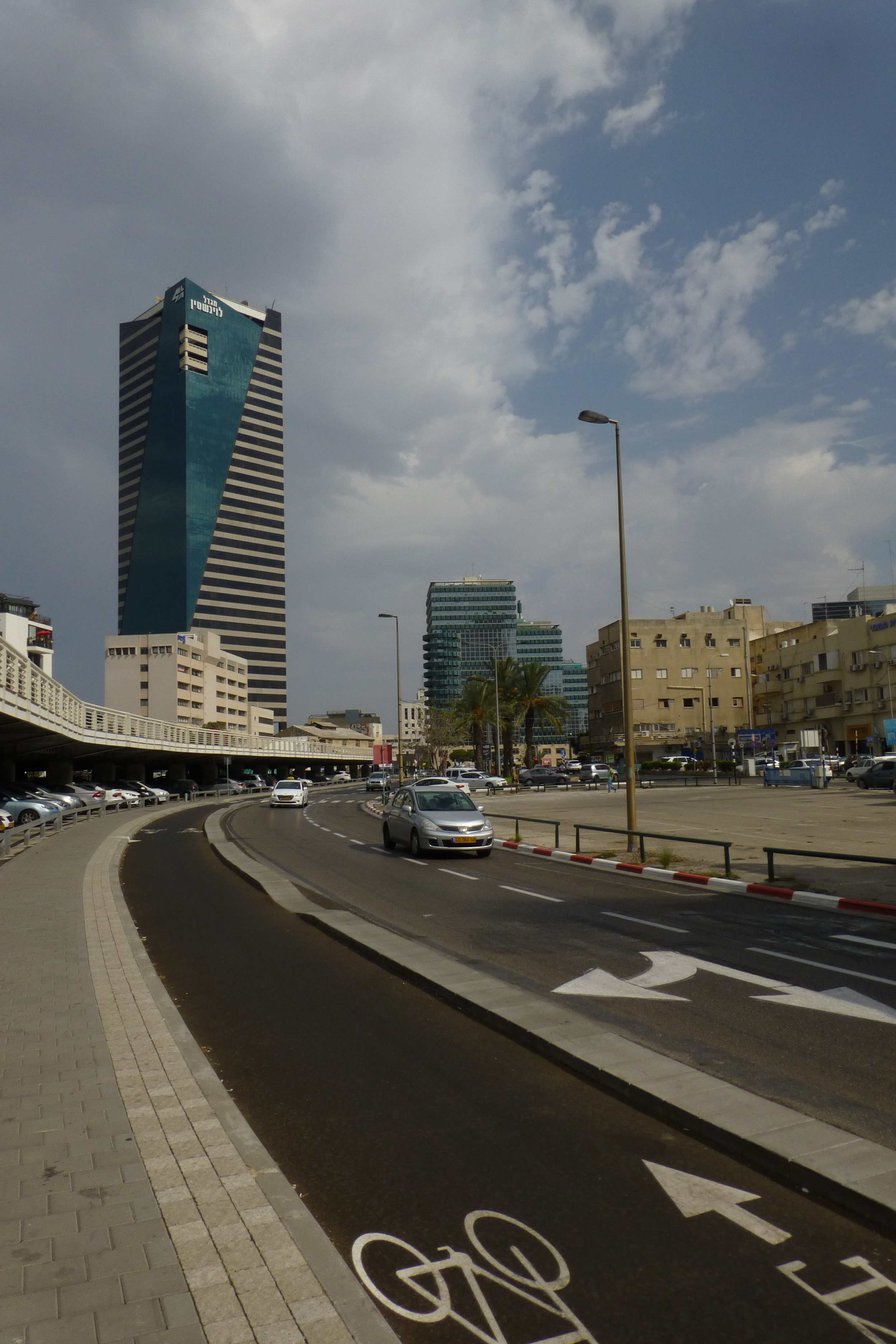
Blick 2014 ostwärts durch den nach Abriss des Bahnhofs breiteren Rechov ha-Rakkevet mit v. r. n. l. Beit Westinghouse, Beit Hadar (Westflügel), Beit Ammot Bittuach, mit runden Scheinbalkons eine Hommage an den vorigen, und dem hohen Migdal Levinstein, 2014

Der Beit Hadar dient auch heute noch als Bürogebäude, aber seine Fassade ist sehr vernachlässigt und rußig. Die Erscheinung des Äußeren und Inneren des Gebäudes mit seiner einst makellos hellen Fassade ist heute durch außen angebrachte Klimaanlagen und Kabel über Putz getrübt. Reparaturen an der Fassade, v. a. der Fenster, erfolgten über die Jahre nach dem Zufallsprinzip, was zu vielen unterschiedlichen Formen und Qualitäten der Ausstattung führte. Die Nutzungseinheiten im Beit Hadar sind heute im Einzeleigentum verschiedener Inhaber, die jedoch keinen Plan für die Erhaltung des Baues haben, der als Baudenkmal ja geschützt ist.
Das Berufungsgericht in Sachen des Gesetzes bezüglich der Einreise nach Israel für Ausländer und Einwanderer (בֵּית הַדִּין לְעֲרָרִים לְפִי חוֹק הַכְּנִיסָה לְיִשְׂרָאֵל Bejt ha-Dīn lə-ʿArarīm lə-fī Chōq ha-Knīssah lə-Jisraʾel) ist heute die einzige im Hause verbliebene öffentliche Einrichtung. In allen anderen Räumen befinden sich Büros von privaten Firmen und Selbständigen, darunter die Landschaftsarchitektinnen Tsurnamal Turner, die Architekten Amir Kolker, ʿOfer Kolker und Randy Epstein und der Hardwarehändler Plonter.
Tel Avivs Chefstadtplaner Israʾel Gudowitsch (יִשְׂרָאֵל מֵאִיר גוּדוֹבִיץ' englisch Goodovitch, russisch Гудович), im März 2000 pensioniert, lieferte die Pläne für eine bauliche Hommage an den Beit Hadar und zwar den Beit Ammōt Biṭṭūach (בֵּית אַמּוֹת בִּטּוּחַ ‚Ammot-Versicherungshaus‘; auch Migdalei Aviv), der 1993–1995 diagonal gegenüber erbaut wurde. Am Nordwesteck des dreigliedrigen Baus hat Gudowitsch vorspringende runde Fassadenelemente angebracht, er nennt sie Balkons, die die Kreisform des Mittelflügels des Beit Hadar widerspiegeln.

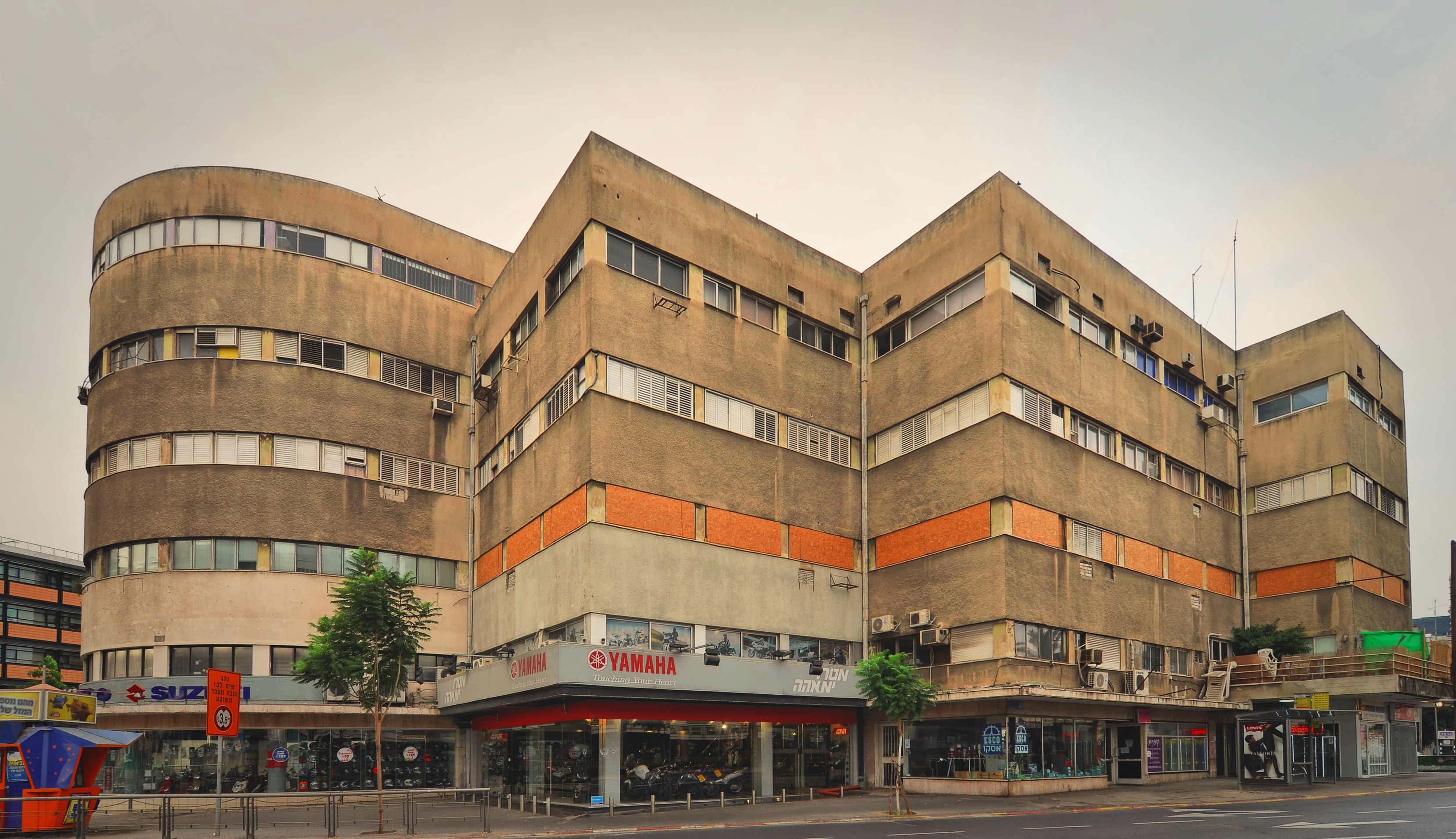
Beit Hadar mit versetzten Baukörpern, die dem krummen Straßenverlauf des Rechov ha-Rakkevet folgen, 2012

## Baubeschreibung
Der Beit Hadar gliedert sich in fünf Baukörper, den halbzylindrischen Mittelbau und quaderförmige Seitenflügel. Dabei bildet der Südflügel einen, der Nordflügel drei Quader, die der längeren Grundstücksgrenze entlang dem bogenförmigen Straßenverlauf des Rechov ha-Rakkevet folgen, indem sie jeweils um einiges vorspringen, die Bauflucht also eine Zickzacklinie mit rechten Winkeln bildet. Die Seitenflügel sind nicht symmetrisch, wie auch das Grundstück unregelmäßig ist. Entlang der kürzeren Südgrenze des Grundstücks erstreckt sich eine Stichstraße, die die Zufahrt zur Rampe hinunter in den Innenhof bildet.
Der halbrunde Mittelflügel ist ein Stock höher als die Seitenflügel, so dass abweichende Form und Höhe ihn gegenüber den anderen Baukörpern hervorheben und die Straßenecke zu Derech Begin und Rechov ha-Rakkevet betonen. Anfangs zählte der halbzylindrische Baukörper vier, die Seitenflügel drei Obergeschosse, in den 1950er Jahren wurde der gesamte Bau um eine Etage aufgestockt, wodurch er – nach Ansicht des Architekten und Designers Michael Jacobson (מִיכָאֵל יַעֲקוֹבְּסוֹן Michaʾel Jaʿaqōbssōn) – die perfekten Proportionen verlor, die ihm Rubin verliehen hatte. Als Stahlskelettbau braucht der Beit Hadar innen keine tragenden Wände, so dass die Raumaufteilungen geändert werden können. Die Stahlkonstruktion erlaubt so auch den 100 Personen fassenden Versammlungssaal über zwei Etagen im dritten und vierten Stock, zum Saal gehören auch eine Bar und ein Leseraum.
Die durchgehenden Schaufenster im Erdgeschoss beschattet eine weit vorkragende Sonnenblende (brise-soleil) – wie typisch im sonnigen Israel –, die auch dem Zickzack der Bauflucht folgt und zugleich die Ladenzone im Parterre wie ein Gesims deutlich von den oberen Büroetagen trennt. Heller Putz und horizontale Fensterbänder kennzeichnen den Beit Hadar als Beispiel fürs Bauen in Anlehnung ans Bauhaus. Die Fensterbänder gliedern die Baumassen in schlanke horizontale Streifen, lösen so deren Massivität visuell auf, besonders bei Dunkelheit akzentuiert der Schein aus beleuchteten Innenräumen diese Wirkung.

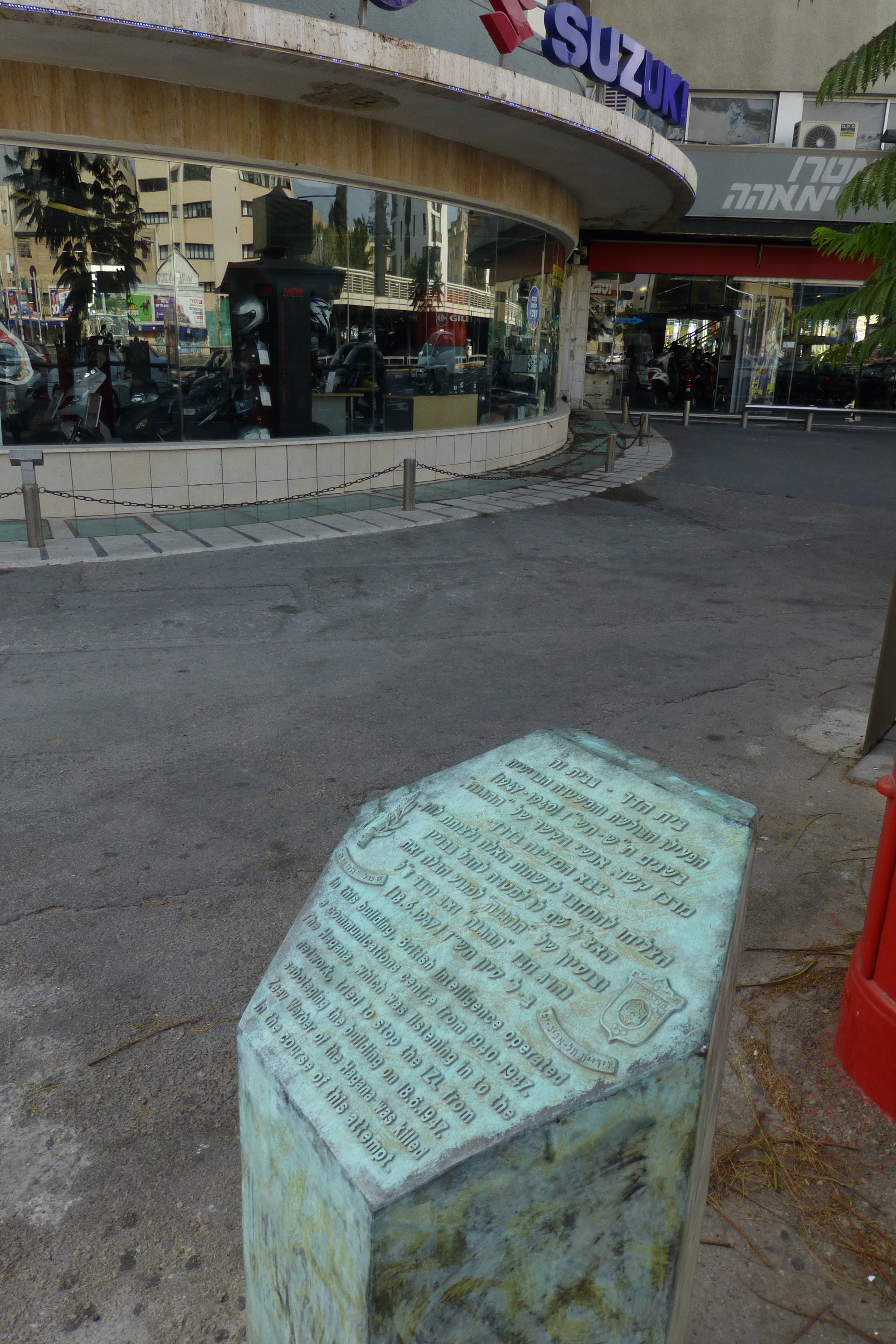
Fensterband im Boden vor dem Rund der Schaufenster, das Tageslicht in den Keller schleust, Gedenkstein für Seʾev Werber im Vordergrund, 2014

Allein zum Innenhof bestehen vertikale Fensterleisten, je eins in beiden Treppenhäusern, um diese zu belüften und durch einfallendes Tageslicht zu erhellen. Wände und Böden in Entrees und Treppenhäusern sind mit Natursteinen und Mosaiken der Firma מצרפיה verkleidet bzw. gepflastert. Gediegene Türen aus der Erbauungszeit sind weitgehend erhalten, der bei Erbauung installierte, elegante Aufzug wurde später durch einen Fahrstuhl ohne gestalterischen Anspruch ersetzt.
Der Beit Hadar ist unterkellert und der Innenhof ist bis aufs Niveau des Kellers ausgehoben, so dass der Keller direkt angefahren werden kann. Von der Stichstraße an der Südseite des Beit Hadar besteht Zufahrt über eine Rampe hinab zum Innenhof. Das Kellergeschoss des halbzylindrischen Mittelbaus beleuchtet Tageslicht, das durch eine später geöffnete, verglaste Lichtschneise entlang der runden Fassade einfällt.

## Bibliographie
- Hadassah Aghion: Tel Aviv: Bauhaus & eclectic styles [Tel Aviv: esprit Bauhaus et éclectisme, Paris: Marcus und Guysen, 2009, ISBN 978-2-7131-0284-4; engl.] Lisa Maronese (Übers.), Paris: Marcus, 2018, ISBN 978-2-7131-0348-3.
- Sabine Brandes, „Aufbau für das Bauhaus Tel Aviv: Deutschland fördert die Sanierung der Weißen Stadt mit 2,8 Millionen Euro“, in: Jüdische Allgemeine, 21. Mai 2015, S. 5.
- Ori Dvir (אוֹרִי דְּבִיר; 1931–2011), נְקֻדַּת חֵן תֵּל־אָבִיב–יָפוֹ, Tel Aviv-Jaffo: מוֹדָן, neue, aktualisierte Aufl., 1991/25752Greg./Jüd. Kal.[23] (15744[24])
- David Kroyanker (דָּוִד קְרוֹיָאנְקֶר), יְרוּשְׁלִים – מַבָּט אַרְכִיטֶקְטוֹנִי: מַדְרִיךְ טִיּוּלִים בִּשְׁכוּנוֹת וּבָתִּים, Jerusalem: כֶּתֶר, 1996, ISBN 965-07-0570-8, S. 30.
- Miriam Hohfeld: Weiße Stadt Tel Aviv: Zur Erhaltung von Gebäuden der Moderne in Israel und Deutschland. Bundesinstitut für Bau-, Stadt- und Raumforschung (Hrsg.) im Bundesamt für Bauwesen und Raumordnung, Troisdorf: Rautenberg, 2015, ISBN 978-3-87994-158-2.
- Michael Jacobson (מִיכָאֵל יַעֲקוֹבְּסוֹן), „סִבּוּב בְּבֵית הָדָר“, auf: חַלּוֹן אֲחוֹרִי: אַרְכִיטֶקְטוּרָה וְאִידֵאוֹלוֹגְיָה בְּדִּיסְנִיְלֶנְד מְקוֹמִי, abgerufen am 4. Januar 2020
- Nir Mann (נִיר מַן) und Danny Recht (דָּנִי רֶכְט), „בֵּית הָדָר“ (Beit Hadar), auf: תֵּל אָבִיב 100. הָאֶנְצִיקְלוֹפֶּדְיָה הָעִירוֹנִי (Link zur Webseite), abgerufen am 4. Januar 2020
- Nitza Metzger-Szmuk (נִיצָה מֶצְגֶּר-סְמוּק), Bauhaus Tel Aviv Site Plan / תֵּל־אָבִיב מַפַּת הָאֲתָרִים, Boʿaz Ben-Menasche (בֹּעַז בֶּן-מְנַשֶּׁה; Übers.), Tel Aviv-Jaffa: קֶרֶן תֵּל־אָבִיב לְפִתּוּחַ, 1994
- Nitza Metzger-Szmuk (נִיצָה מֶצְגֶּר-סְמוּק), בָּתִּים מִן הָחוֹל – אַדְרִיכָלוּת הַסִּגְנוֹן הַבֵּינְלְאֻמִּי בְּתֵּל־אָבִיב: 1931–1948, Tel Aviv-Jaffa: קֶרֶן תֵּל־אָבִיב לְפִתּוּחַ, 1994, ISBN 965-05-0724-8.
- Edina Meyer-Maril (עֱדִינָה מֵאִיר–מָרִיל), The International Style Architecture in Tel Aviv 1930–1939, רָשׁוּת הַדֹּאַר / הַשֵּׁרוּת הַבּוּלַאי (Hrsg.), Tel Aviv-Jaffo: הַשֵּׁרוּת הַבּוּלַאי, 1994Greg. Kal. / 5754Jüd. Kal.[25]
- Joachim Schlör, Tel Aviv – vom Traum zur Stadt: Reise durch Kultur und Geschichte, Frankfurt am Main: Insel, 1999, (= Insel Taschenbuch; Band 2514), ISBN 978-3-458-34214-4.
- Myra Warhaftig, Sie legten den Grundstein – Leben und Wirken deutschsprachiger Architekten in Palästina 1918–1948, Berlin: Wasmuth, 1996, ISBN 978-3-8030-0171-9.